# Miguel Jerez
Miguel Alfredo Jerez (San Miguel de Tucumán, Tucumán; 14 de abril de 1965). Es un exfutbolista argentino que jugaba como defensor.
Miguel es hermano del también futbolista Jorge Jerez.

## Trayectoria

### Atlético Tucumán
Jerez debutó con la camiseta de Atlético Tucumán en 1985. En 1986 se coronó campeón de la Liga Tucumana y obtuvo la clasificación al flamante Nacional B. El burro jugó en el decano hasta 1989.

### Chaco For Ever
Para la temporada 1989/90 llegó a Chaco For Ever, como refuerzo del recién ascendido a primera división. Jugó una temporada en el equipo de Resistencia.

### Banfield
En la temporada 1990/91 se incorporó a Banfield. En su primera temporada llegó a la final por el segundo ascenso a primera división, pero caería derrotado.

### Deportivo Quito
En 1993 tuvo su primera experiencia en el exterior, cuando viajó a Ecuador para sumarse a Deportivo Quito.

## Clubes
| Club             | País      |
| ---------------- | --------- |
| Atlético Tucumán | Argentina |
| Chaco For Ever   | Argentina |
| Banfield         | Argentina |
| Deportivo Quito  | Ecuador   |

## Palmarés
| Título        | Equipo           | País      | Año  |
| ------------- | ---------------- | --------- | ---- |
| Liga Tucumana | Atlético Tucumán | Argentina | 1986 |